# Braunhäusle
Braunhäusle ist ein Einzelhof des Stadtteils Rechberg der Stadt Schwäbisch Gmünd im Ostalbkreis in Baden-Württemberg.

## Beschreibung
Der Hof liegt etwa 500 Meter östlich der Rechberger Bebauung und rund sechs Kilometer südlich der Gmünder Altstadt.
Der Rechbach-Oberlauf Heckersbach befindet sich circa 350 östlich des Hofes.
Naturräumlich liegt der Ort im Rehgebirge, welches zum Vorland der östlichen Schwäbischen Alb zählt.
Der Untergrund besteht aus der Eisensandstein-Formation.

## Geschichte
Auf der Urflurkarte von 1827 ist der Ort bereits eingezeichnet.
Der Hof wurde nach 1936 von Waldstetten umgemeindet.